# Weintrauboa
Weintrauboa là một chi nhện trong họ Pimoidae.

## Các loài
- Weintrauboa chikunii (Oi, 1979)
- Weintrauboa contortipes (Karsch, 1881)